# Jenny Minne-Dansaert
Jenny Victorine Fernande Minne-Dansaert (Gant, 21 de novembre de 1944 - París, 11 de desembre de 1909) va ser una puntaire belga, cap d'una empresa de puntes, Maison Minne-Dansaert, establerta primer a Brussel·les i després a Haaltert- La seva producció, d'alta qualitat, va ser guardonada amb nombrosos premis en exposicions internacionals. Era també feminista i donava importància a una educació comuna per a homes i dones.

## Biografia
Jenny Minne-Dansaert va néixer a Gant el 21 de novembre de 1844. Va aprendre puntes amb la seva mare, Thérèse Minne-Dansaert. Dominava diversos idiomes: francès, holandès, alemany i anglès, que li serien molt útils per promocionar la seva empresa a l'estranger, un caràcter assertiu i una alta autoestima, igual que la seva mare.
Thérèse Minne-Dansaert dirigia l'empresa de puntes Charles Minne-Dansaert, de gran renom, instal·lada a Brussel·les des de 1856. Els seus productes van obtenir importants premis a les exposicions universals de Londres, el 1862, i de París, el 1867.
Jenny Minne-Dansaert es va fer càrrec de l'empresa i va treballar per mantenir l'alta qualitat de la casa, invertint en la recerca de patrons originals i millorant la tècnica de fabricació.
A mitjans del segle XIX, el nombre de treballadores de puntes va disminuir a Brussel·les, on les dones trobaven més oportunitats per a llocs de treball millor remunerats en els sectors industrials en desenvolupament. En conseqüència, els fabricants de puntes van haver de contactar amb puntaires flamenques a través de monestirs o indústries locals, però la formació i la supervisió d'aquestes puntaires sovint era deficient i la qualitat de la producció se'n ressentia. El 1889, Jenny Minne-Dansaert va traslladar el seu negoci a Haaltert, a Flandes Oriental, on es trobava la mà d'obra.
Jenny Minne-Dansaert va fundar l'escola Sainte Anne, especialitzada en puntes d'agulla fina i una escola de disseny de puntes al poble d'Eeckent, on es creaven nous models sota la seva direcció. Igualment, va fundar una escola de punta al coixí a Saint-Gilles-lez-Termonde i es va mantenir en contacte amb l'escola de puntes del convent d'Herne. En aquella època, les escoles de puntes eren, de fet, autèntics tallers de fabricació on les treballadores hi entraven des de la infància i de vegades es quedaven fins que es casaven. L'eliminació dels intermediaris li va permetre reduir els costos de fabricació i atorgar sous més alts que els de les fàbriques, per tal d'atreure les millors puntaires de la regió. El 1905 presumia de pagar a les seves treballadores per damunt de la resta de tallers de puntes. El contacte directe entre el fabricant i les puntaires també permetia al fabricant supervisar totes les etapes de la producció de les puntes i millorar-ne la qualitat. Formava les treballadores, distribuïa el treball tenint en compte les competències específiques de les estudiants i vetllava per les retribucions. Aquestes escoles de puntes van deixar d'existir l'any 1914, quan l'ensenyament general va esdevenir obligatori.
Les puntaires més especialitzades treballaven als tallers de Haeltert-Eeckent, i la resta ho feien a casa, als voltants o fins i tot a les escoles. Les tres escoles de puntes tenien entre 300 i 350 alumnes i fins a 1.000 puntaires treballaven des de casa. La seva casa de puntes estava especialitzada en puntes de Brussel·les, de Venècia, de Burano, d'Alençon, d'Argentan, així com en puntes relacionades amb la punta de Brussel·les: aplicació, duquessa i d'Anglaterra.
Jenny Minne-Dansaert també es va esforçar per eliminar els intermediaris en el camp del comerç, lliurant les seves produccions directament a les cases de moda més importants de París, Nova York, Chicago, Londres, Liverpool i Barcelona. Segons ella mateixa, subministrava puntes a la casa Marshall Field et Cie de Chicago, la Maison du Bon Marché de París i, al final de la seva vida, va regentar un establiment propi a París, a casa d'Emile Miard- La casa Minne-Dansaert es va convertir en una de les més importants de Bèlgica.
La producció de la seva empresa es va mostrar a les principals exposicions internacionals: Exposició Internacional d'Anvers de 1885, Exposició Universal de París de 1889 (Gran Premi) i després de 1900 (medalla d'or) i Exposició de 1904 (Gran Premi), Exposició Universal d'Anvers de 1894 (Gran Premi), Exposició Universal de Saint-Louis el 1904 (gran premi), Londres, Edimburg, Roma, etc.

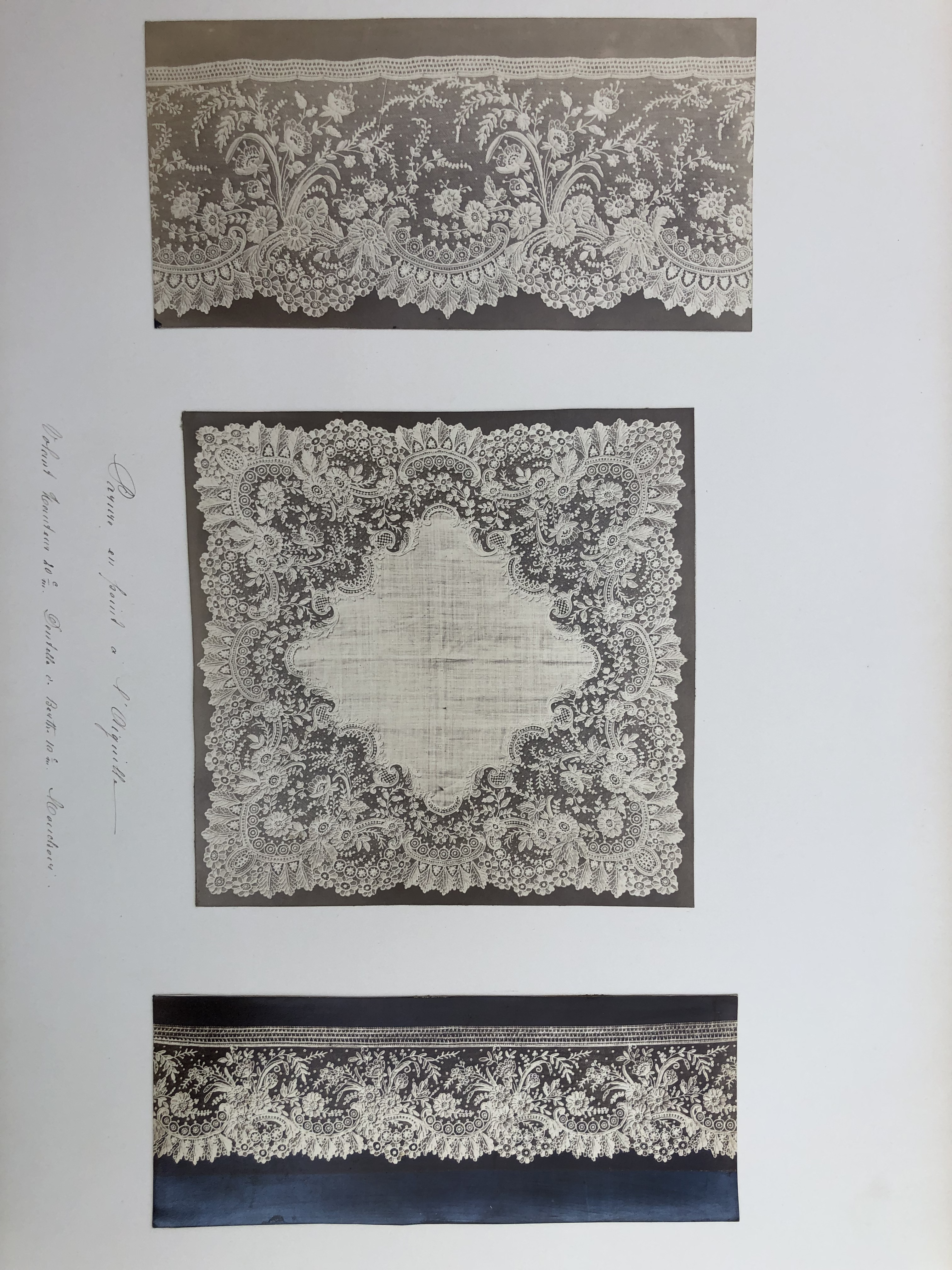
Disseny de puntes de Jenny Minne-Dansaert, finals del. Museu Art i Història, Brussel·les

Va anar en persona a l'Exposició Universal de Chicago el 1893, on la seva empresa era una de les quatre cases de puntes belgues presents. Les seves produccions es van poder veure a la secció d'art i artesania, instal·lada a l'Edifici de la Dona que forma part de la primera onada feminista nord-americana. Ella mateixa era una feminista convençuda i, en un informe adreçat al president de la comissió belga de l'exposició, posava en valor el fet que les escoles americanes de dibuix i aprenentatge fossn accessibles tant per a dones com per a homes, fet que «que contribueix poderosament al desenvolupament del respecte a la dona i de l'hàbit, en els homes, de considerar-les i tractar-les com a iguals.»
L'Exposició Universal de 1905 a Lieja va ser un pas important per a la casa Minne-Dansaert, en tant que va guanyar tres vegades el gran premi.
A principis de 1905, la casa Minne-Dansaert va participar amb l'associació belga "Arts de la Dona" a l'Exposició Internacional d'Art Popular organitzada pel Lyceum Club Berlin, associació de "dones independents, amb un interès particular per l'art, la ciència i els interessos socials". La majoria de les obres presentades eren puntes, que, segons Mathilde Mayer, la presidenta de Women's Arts, constituïen "el millor exemple de l'art popular femení". Gràcies a " peces tradicionals» presentades per la princesa Clémentine, les cases Daimeries-Petitjean i Minne-Dansaert i l'escola de Malines, l'associació rep un «alt honor».
L'any 1907 va prendre part en l'Exposición de Bellas Artes e Industrias Artísticas de Barcelona, celebrada al Palau de Belles Arts, on va exposar 19 peces de punta fetes amb tècniques diverses. L'Ajuntament de Barcelona va adquirir una d'aquestes peces, un país de ventall de punta de guipur de lli fet a l'agulla i punt Eckert, que actualment es conserva al Museu del Disseny de Barcelona.
Entre 1905 i 1909, Jenny Minne-Dansaert va oferir peces als Museus Reials d'Art i Història de Brussel·les, sovint mostres però també aficionades. Els museus també van adquirir peces com un país de ventall que s'havia exposat a l'Exposició Universal de Lieja el 1905, en el marc d'un concurs que va celebrar els 75 anys d'independència belga. En la peça s'hi representaven monuments, paisatges i plantes de les nou províncies i del Congo. Va ser membre associada de la Society of Friends of the Royal State Museums a Brussel·les.
Jenny Minne-Dansaert va morir sobtadament als 63 anys, a París, l'11 de desembre de 1909. Diversos industrials locals van assumir les seves produccions.

## Estil

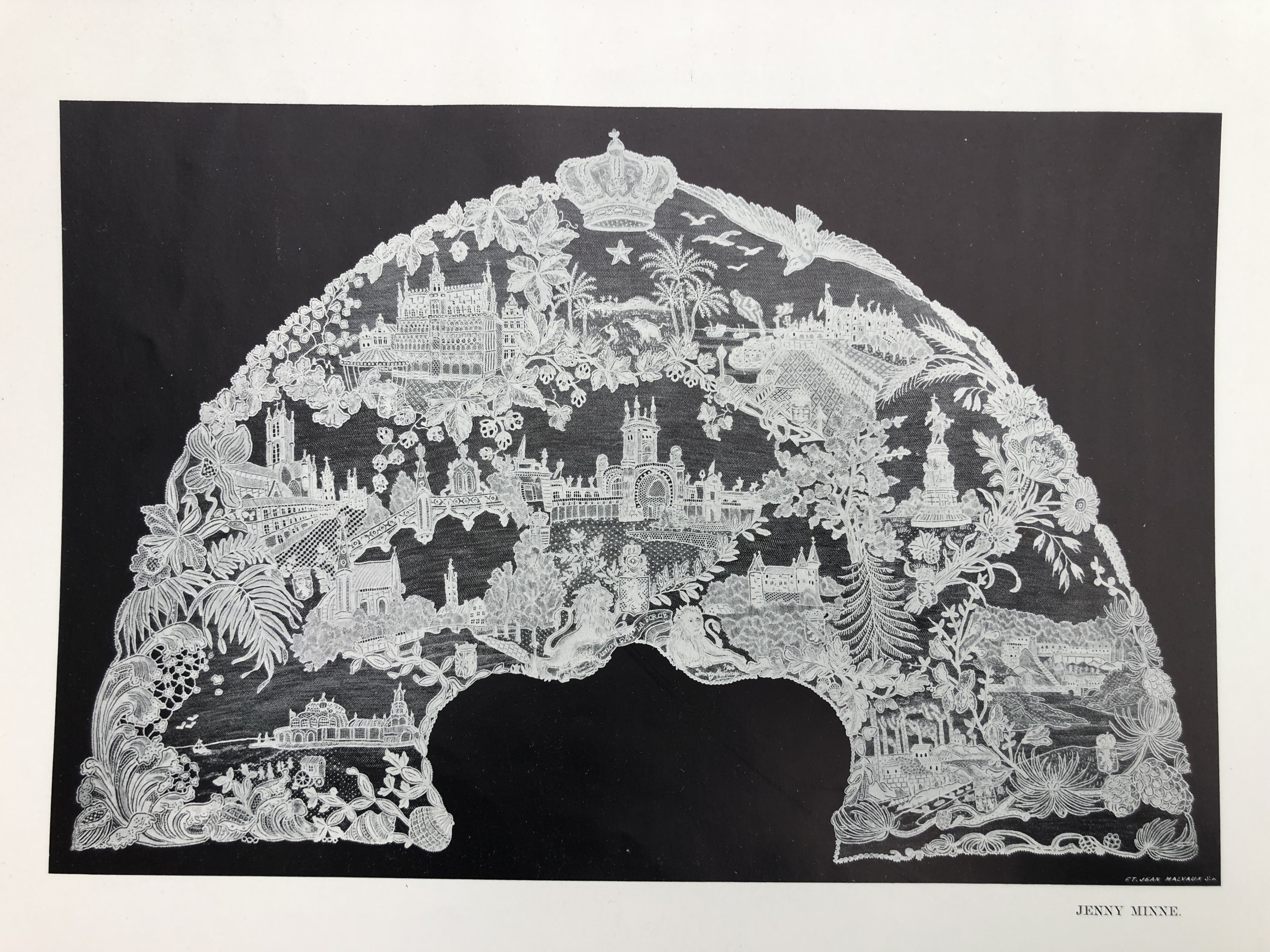
Ventall de punta dissenyat per Jenny Minne Dansaert amb motiu de l'Exposició Universal de Lieja, 1905

Jenny Minne-Dansaert va reaccionar davant el repte de la producció mecànica, aleshores en ple desenvolupament, creant obres molt refinades, tot i que aquesta via aviat va semblar que no tenia futur. Després es va dedicar principalment a la còpia d'obres antigues que va millorar amb l'estil, la precisió i els matisos. També s'inspirava en la pintura, però la punta no oferia prou flexibilitat a l'hora de traçar línies i tampoc va reeixir del tot. Els seus temes van ser objecte de crítiques, però el virtuosisme de l'execució va fer que les seves produccions tinguessin molt èxit.
El seu estil en un primer moment es mantenia volgudament apartat de l'Art Nouveau que aleshores imperava. No va ser fins a l'exposició de París del 1900 que va mostrar les primeres peces de puntes inspirades en aquesta escola. A l'exposició de Lieja de 1905 va incorporar una certa modernitat a les seves obres, en particular amb el nou punt d'Eeckent presentat a l'exposició de París cinc anys abans, però sempre va posar per damunt la perfecció de l'herència tècnica. La introducció de motius més moderns es devia a la voluntat d'ampliar la seva clientela.

## Algunes obres

### El naixement de Venus - incrustacions per a baix
El Museu Tèxtil de Saint-Gall guarda un parell de mitges incrustades amb punt de gasa, d'aspecte vaporós, de la col·lecció Iklé, que diverses fonts i catàlegs han atribuït a la Maison Minne-Dansaert. La punta representa el Naixement de Venus amb una abundància d'elements marins i celestes.

### El coixí de bateig
Coixinera oferta a la princesa Elisabet, futura reina dels belgues, amb motiu del naixement del seu fill, el futur rei Leopold III, per una entitat benèfica a la qual ella donava suport, l'Œuvre du Grand Air. Els Museus Reials d'Art i d'Història la van adquirir l'any 2003, quan es va dispersar el vestidor de la princesa Liliane, segona esposa del rei Leopold III. El coixí de bateig és una creació complexa, amb una incrustació de punt de gasa i un volant de punt d'Anglaterra, una especialitat de la Maison Minne-Dansaert. El dibuix, molt realista, representa, a les tres cantonades del motiu, la corona del regne que envolta un paisatge amb un nen corrent cap al sol i el mar i elements arquitectònics.

### El ventall del Greenwich Fan Museum
Aquest ventall, conservat des de l'any 2009 al Fan Museum de Greenwich, presenta un país de punta treballada per Jenny Minne-Dansaert i una montura de vori signada pel tabletier Louis-Honoré Henneguy, i es presenta en una caixa que porta la inscripció "Ernest Kees Fabriques d'éventails 28 rue du Quatre Septembre, París". Està datat a principis de la dècada de 1890. El país, amb un disseny molt carregat i realista, amb una gran atenció als detalls, representa el rapte d'Helena, amb una posta de sol amb flors, petxines i gavines sobrevolant l'oceà.

### Col·leccions
Les obres de Jenny Minne-Dansaert es conserven en diversos museus com el Metropolitan Museum of Art de Nova York, els Museus Reials d'Art i Història de Brussel·les, el Rijksmuseum d'Amsterdam, el Fan Museum de Greenwich, el Museu Tèxtil de Saint Gall, o el Museu del Disseny de Barcelona, així com en col·leccions privades.

## Premis i distincions
- Creu de cavaller de l'orde de Leopold[2]
- Oficial d'educació pública de França[2]